# 東アジア4大学フォーラム
東アジア4大学フォーラム（ひがしアジアよんだいがくフォーラム、中国語正体字: 東亞四大學論壇、韓国語: 동아시아 4대학 포럼、越南語: Diễn đàn 4 trường Đại học Đông Á）は、北京大学、ソウル大学校、東京大学、ベトナム国家大学ハノイ校の4大学で構成される学術会議である。参加大学の所在地（北京、ソウル、東京、ハノイ）の英称頭文字を合わせてBESETOHAとも呼ばれる。
大学の教養教育のあり方が議論されることが多い。

## 過去に開催された会議
| 回     | 年     | 開催地（大学）              | テーマ                                                                |
| ------ | ------ | --------------------------- | --------------------------------------------------------------------- |
| 第1回  | 1999年 | 東京大学（駒場Iキャンパス） | 新たな教養教育の理念を求めて - アジアの高等教育における教養の再構築   |
| 第2回  | 2000年 | 北京大学                    | 東アジアにおける西洋文化受容の経験 大学間共通教養教育の可能性         |
| 第3回  | 2001年 | ベトナム国家大学ハノイ校    | 大学教育における東アジア的価値 四大学のカリキュラム研究               |
| 第4回  | 2002年 | ソウル大学校                | 社会における東アジア的価値 - 過去・現在・未来                         |
| 第5回  | 2003年 | 東京大学（駒場Iキャンパス） | もう一つの眼で見る東アジア                                            |
| 第6回  | 2004年 | 北京大学                    | 大学教育と東アジアにおける文化・文明発展の連関                        |
| 第7回  | 2005年 | ソウル大学校                | 東アジアの持続的開発 四大学の役割                                     |
| 第8回  | 2006年 | ベトナム国家大学ハノイ校    | 大学教育の役割と文化的多様性 大学教育の役割とサステナビリティ         |
| 第9回  | 2007年 | 東京大学（駒場Iキャンパス） | 文化の多様性と環境教育                                                |
| 第10回 | 2008年 | 北京大学                    | 東アジアにおけるパートナーシップ -経済・文化・交流-                   |
| 第11回 | 2009年 | ソウル大学校                | アジアにおける持続可能な高齢化社会                                    |
| 第12回 | 2010年 | ベトナム国家大学ハノイ校    | グローバル・チェンジにおける都市の持続可能な開発                      |
| 第13回 | 2011年 | 東京大学（駒場Iキャンパス） | 知を統合する力 - 高度技術とグローバル社会の時代における総合大学の役割 |
| 第14回 | 2012年 | 北京大学                    | Impact of Science & Technology on Human Conditions & Development      |
| 第15回 | 2013年 | ソウル大学校                | Asian Consensus for Education                                         |
| 第16回 | 2014年 | ベトナム国家大学ハノイ校    | The Role of Universities in Green Growth                              |